# Johann Caspar Albrecht

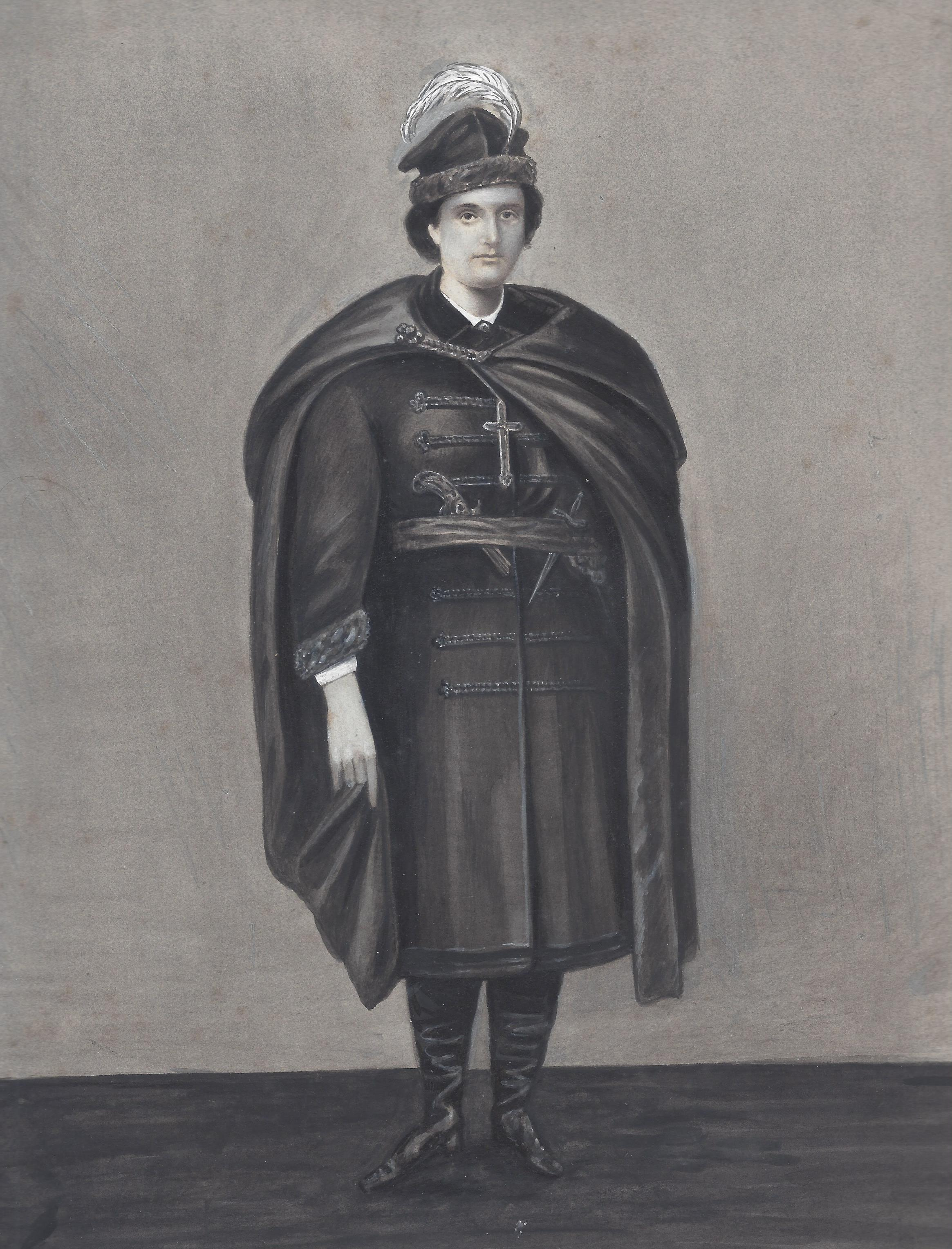
Johann Caspar Albrecht, Tuschzeichnung um 1880

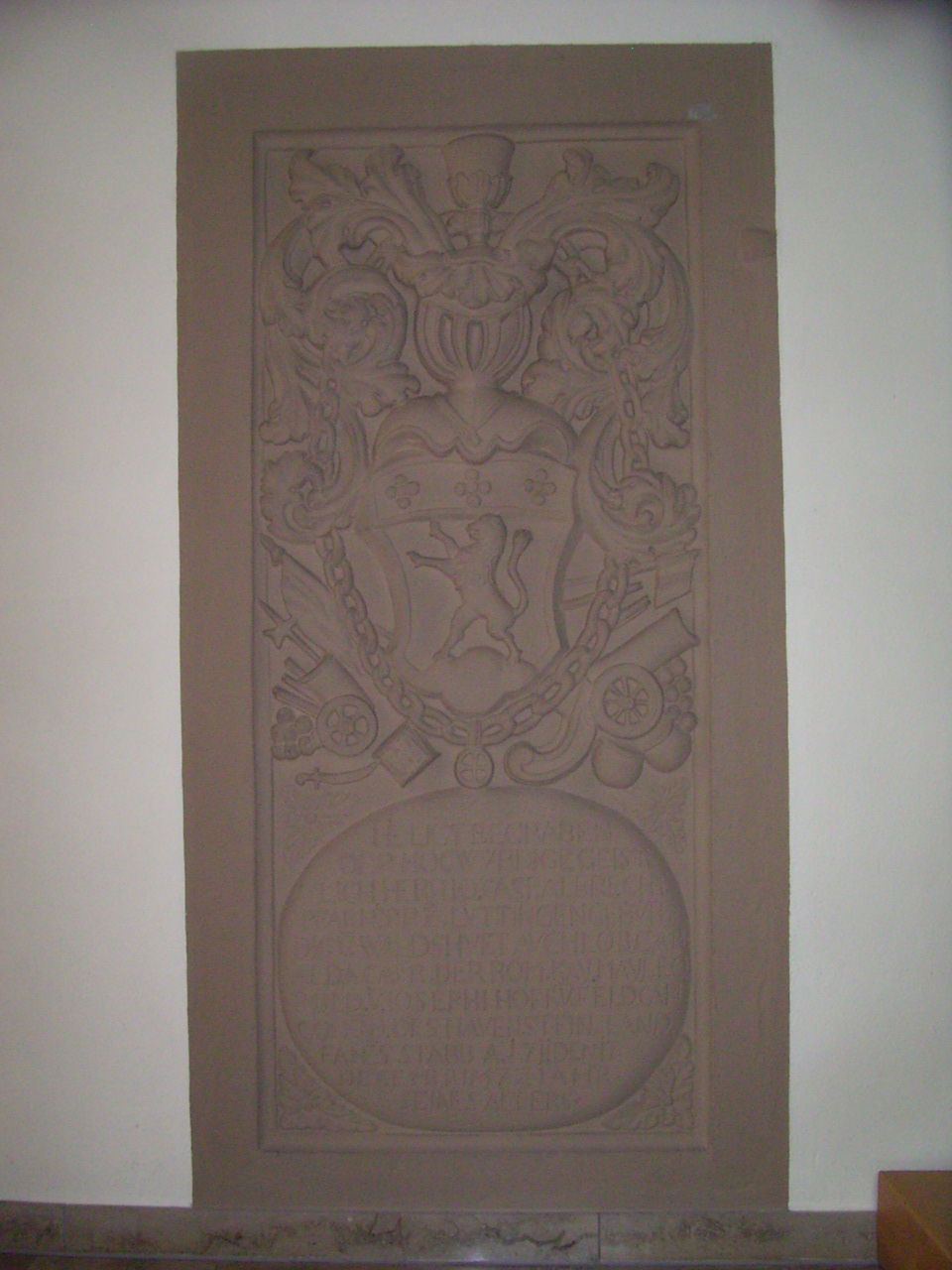
Epitaph des Seelsorgermilitärs Johann Caspar Albrecht in der Pfarrkirche von Luttingen

Johann Caspar Albrecht (* 1639 in Waldshut; † 17. Dezember 1711 in Luttingen) war Pfarrer in Luttingen und Kommandant des Hauensteiner Landfahnens.

## Leben
Wegen der im Taufbuch von Waldshut für die Jahre 1637 bis 1640 fehlenden Einträge ist sein genaues Geburtsdatum unbekannt. Er studierte an der Universität in Freiburg im Breisgau, wo er am 27. November 1657 in den Matrikeln erscheint. Von 1672 bis 1674 war er Kaplan an der Heiligkreuzkaplanei in Waldshut, später Pfarrer in Luttingen. Zu Beginn des Pfälzischen Erbfolgekriegs im Jahr 1688 rückte Albrecht ins Feld und versprach, bis zum Beginn der Winterquartiere wieder zurück zu sein und unterdessen die Seelsorge durch einen Vikar erledigen zu lassen. Aus einer Beschwerde von Januar 1694 ist ersichtlich, dass Albrecht nach mehr als fünf Jahren weder zurückgekommen war noch die Vertretung für die Pfarrstelle besorgt hatte. Da auch der Sigrist des Pfarrers mit im Felde war, musste unterdessen die Frau des Sigristen den Seelsorgedienst versehen. Alle Bitten und Beschwerden der Gemeindemitglieder verhallten ungehört, da etwa im Mai 1694 sowohl der Kurfürst von Bayern als auch zwei kurfürstliche Generale auf die weitere Anwesenheit von Albrecht im Feld bestanden. Wann Albrecht zurückgekehrt ist, ist aus den Quellen nicht ersichtlich, womöglich erst nach dem Frieden von Rijswijk 1697. Nach nur wenigen Jahren zog Albrecht erneut im 1701 begonnenen Spanischen Erbfolgekrieg als Kommandant des Hauensteiner Landfahnens ins Feld. Dieser Landsturm aus der Grafschaft Hauenstein hatte während des spanischen Erbfolgekriegs eine Stärke von etwa 900 bis 1200 Mann. Erneut kam es zu Protesten, dass seine militärische Betätigung mit seinem geistlichen Amt nicht vereinbar seien, was von staatlicher Seite aus Wien und Innsbruck mit Lob und Anerkennung Albrechts erwidert wurde. Der kaiserliche Statthalter in Wien, Pfalzgraf Karl Philipp, schrieb beispielsweise in einer Urkunde vom 17. Juli 1709, dass Pfarrer Albrecht sein rühmlich verrichtetes Kommando des Landfahnens weiterführen solle, weil die zuständige Generalität sein Verbleiben verlange und das Volk Vertrauen zu ihm habe. Von Kaiser Joseph I. wurde Albrecht 1710 die große goldene Ehrenmedaille mit Gnadenkette verliehen.

## Epitaph
Das in Luttingen erhaltene Epitaph von Pfarrer Albrecht ist mit Kriegswerkzeugen, Trommeln, Fahnen, Kanonenkugeln und Hellebarden verziert. Das auf dem Grabmal zu sehende Wappen mit schreitendem Löwen unten und drei Sternen oben ist das Familienwappen der Familie Albrecht, die Wappenbekrönung mit einem Kelch symbolisiert sein Priesteramt.